# Anna Louise Strong
Anna Louise Strong, född 24 november 1885 i Friend i Nebraska, död 29 mars 1970 i Peking, var en amerikansk kommunistisk journalist, känd för sina reportage från Sovjetunionen och Folkrepubliken Kina.